# Claudia Albertario
Claudia Fabiana Albertario (Buenos Aires, 16 de mayo de 1977) es una actriz, modelo y ex-vedette argentina.

## Biografía
Albertario logró reconocimiento en su país con su participación en producciones de televisión como Amigovios (1995), Como pan caliente (1996), Montaña rusa, otra vuelta (1997), Chiquititas (1997–1999), Gasoleros (1998-1999),Verano del '98 (1998–2001) y Primicias (2000). También participó en el certamen de baile británico Dancing on Ice. En 2014 abandonó su natal Argentina para radicarse en Miami, donde se ha desempeñado principalmente en teatro.

## Filmografía

### Televisión
| Año       | Título                    | Personaje                |
| --------- | ------------------------- | ------------------------ |
| 1994      | Inconquistable corazón    |                          |
| 1995      | Amigovios                 | Luciana                  |
| 1996      | Como pan caliente         | Andrea                   |
| 1996      | Montaña rusa, otra vuelta |                          |
| 1997-1998 | Ricos y famosos           | Clau                     |
| 1997-1999 | Chiquititas               | Aleli                    |
| 1998-1999 | Gasoleros                 | Tamara                   |
| 1998-1999 | Muñeca brava              | Romina                   |
| 1998-2001 | Verano del '98            | Pamela Olivan            |
| 2000      | Primicias                 | Julia                    |
| 2001-2002 | Poné a Francella          | Varios personajes        |
| 2003      | Son amores                | Cynthia                  |
| 2004      | Los machos                |                          |
| 2004      | Pensionados               | Shine                    |
| 2004      | La niñera                 | Leonor                   |
| 2005      | Los Roldán                | Marisol                  |
| 2005      | ¿Quién es el jefe?        | Sol                      |
| 2005-2006 | Casados con hijos         | Macarena / Vivi / Renata |
| 2006      | Decisiones                | Marta                    |
| 2007      | Amas de casa desesperadas |                          |
| 2007      | Amor mío                  | Barbara                  |
| 2008      | Socias                    | Lía                      |
| 2008      | Valentino, el argentino   | Verónica                 |
| 2014      | Señores Papis             | Erika                    |
| 2016      | Eva La Trailera           | Alexa Grande             |

### Programas
| Año           | Título                            | Rol               | Notas                              |
| ------------- | --------------------------------- | ----------------- | ---------------------------------- |
| 2007          | No hay 2 sin 3                    | Varios personajes | Actuación en sketches              |
| 2007          | Bailando por un sueño             | Participante      | Reemplazo temporal de Paula Robles |
| 2007          | Patinando por un sueño            | Participante      | 12.ª Eliminada                     |
| 2012          | Cantando por un sueño 2012        | Participante      | 1.ª Eliminada                      |
| 2013          | Celebrity Splash                  | Participante      | 9.ª Eliminada                      |
| 2023          | The Challenge Argentina           | Participante      | 6.ª finalista                      |
| 2023          | The Challenge: World Championship | Participante      | 1.ª Eliminada                      |
| 2024-presente | Argentinos en Miami               | Conductora        | temporada 2                        |

### Cine
| Año  | Título         | Personaje      | Notas        |
| ---- | -------------- | -------------- | ------------ |
| 2004 | Dos ilusiones  | Cynthia Berlin |              |
| 2009 | Vida cotidiana | Laura          | Cortometraje |
| 2011 | Cruzadas       | Rubia          |              |
| 2018 | Elisa          | Elisa          |              |

### Teatro
- Actrices: 2020, Teatro 8, Miami
- Histeriotipos: 2018, Teatro 8, Miami
- Bajo Terapia: 2016–2017, Teatro 8, Miami
- Las Novias de Travolta: 2015, Teatro 8, Miami
- Aquellas Cabareteras: 2014, Miami
- Fiestisima: 2012–2013, Music Hall Teatral Marplatence
- Barbierísima: 2011-2012
- Shangay: 2011
- Pasion: 2009–2010
- Una Familia Poco Normal: 2008
- La Revista de San Luis: 2007
- Mi tío es un travieso: 2006
- El Pintor: 2005
- La Sirenita: 2005
- El fondo puede esperar: 2004
- Vengo por el aviso: 2004
- La corte suprema de la risa: 2003
- Atrapados por la risa: 2002